# Championnat de Côte d'Ivoire de football 1991
Navigation
Saison précédente Saison suivante
La saison 1991 du Championnat de Côte d'Ivoire de football était la 33e édition de la première division ivoirienne. Elle oppose les 16 meilleures équipes du pays, rassemblées au sein d'une poule unique où les clubs affrontent 2 fois tous leurs adversaires, à domicile et à l'extérieur.
C'est l'ASEC Abidjan, tenant du titre, qui termine en tête du championnat et remporte son 9e titre de champion de Côte d'Ivoire.

## Les 16 clubs participants
| - ASEC Abidjan - Sporting Club de Gagnoa - Stella Club d'Adjamé - Africa Sports - Sacraboutou Sports de Bondoukou - Réveil Club de Daloa - Alliance Bouaké - Stade d'Abidjan | - AS Oumé - Abidjan Université Club - Séwé San Pédro - Sabé Sports de Bouna - Rio-Sports d'Anyama - Denguelé Sports d'Odienné - Union sportive de Yamoussoukro - ASI d'Abengourou |

## Compétition

### Classement
Le barème de points servant à établir le classement se décompose ainsi :
- Victoire : 2 points
- Match nul : 1 point
- Défaite : 0 point

| Rang | Équipe                          | Pts | J  | G  | N  | P  | Bp | Bc | Diff |
| ---- | ------------------------------- | --- | -- | -- | -- | -- | -- | -- | ---- |
| 1    | ASEC Abidjan T                  | 57  | 30 | 27 | 3  | 0  | 80 | 9  | +71  |
| 2    | Africa Sports                   | 54  | 30 | 26 | 2  | 2  | 83 | 20 | +63  |
| 3    | Sporting Club de Gagnoa         | 34  | 30 | 11 | 12 | 7  | 39 | 25 | +14  |
| 4    | Stade d'Abidjan                 | 33  | 30 | 13 | 7  | 10 | 37 | 35 | +2   |
| 5    | AS Oumé                         | 29  | 30 | 10 | 9  | 11 | 34 | 42 | -8   |
| 6    | Abidjan Université Club         | 28  | 30 | 10 | 8  | 12 | 30 | 35 | -5   |
| 7    | Stella Club d'Adjamé            | 28  | 30 | 10 | 8  | 12 | 29 | 39 | -10  |
| 8    | Séwé San Pédro                  | 27  | 30 | 6  | 15 | 9  | 26 | 31 | -5   |
| 9    | Sacraboutou Sports de Bondoukou | 27  | 30 | 6  | 15 | 9  | 26 | 39 | -13  |
| 10   | Sabé Sports de Bouna            | 26  | 30 | 10 | 6  | 14 | 30 | 38 | -8   |
| 11   | Réveil Club de Daloa            | 26  | 30 | 7  | 12 | 11 | 30 | 46 | -16  |
| 12   | Rio-Sports d'Anyama             | 25  | 30 | 9  | 7  | 14 | 28 | 42 | -14  |
| 13   | Denguelé Sports d'Odienné       | 24  | 30 | 7  | 10 | 13 | 21 | 31 | -10  |
| 14   | Alliance Bouaké                 | 23  | 30 | 4  | 15 | 11 | 35 | 44 | -9   |
| 15   | Union sportive de Yamoussoukro  | 22  | 30 | 7  | 8  | 15 | 18 | 42 | -24  |
| 16   | ASI d'Abengourou                | 17  | 30 | 4  | 9  | 17 | 15 | 43 | -28  |

|  | Qualifié pour la Coupe des clubs champions africains 1992 |
|  | Qualifié pour la Coupe des Coupes 1992                    |
|  | Qualifié pour la Coupe de la CAF 1992                     |

## Bilan de la saison
| Tableau d'Honneur                                                    |               |
| Compétition                                                          | Vainqueur     |
| Championnat de Côte d'Ivoire de football                             | ASEC Abidjan  |
| Coupe de Côte d'Ivoire de football                                   | Non disputée  |
| Supercoupe de Côte d'Ivoire de football Coupe Félix Houphouët-Boigny | Africa Sports |

| Qualifications continentales             |                         |
| Compétition                              | Vainqueur               |
| Coupe des clubs champions africains 1992 | ASEC Abidjan            |
| Coupe des Coupes 1992                    | Africa Sports           |
| Coupe de la CAF 1992                     | Sporting Club de Gagnoa |